# Polimery

Budowa meru syntetycznego polimeru organicznego – polipropylenu

Budowa polimeru nieorganicznego z grupy polisiloksanów

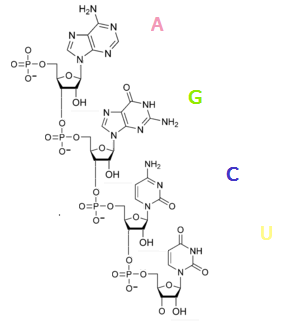
Fragment RNA – polimeru naturalnego

Polimery (gr. polymeres, wieloczęściowy, zbudowany z wielu części) – substancje chemiczne o bardzo dużej masie cząsteczkowej, które składają się z wielokrotnie powtórzonych jednostek zwanych merami.
Przez „bardzo dużą masę cząsteczkową” rozumie się zwykle taką sytuację, gdy odjęcie lub przyłączenie jednego meru nie zmienia w zasadniczym stopniu ogólnych właściwości chemicznych i fizycznych związku chemicznego. Odróżnia to polimery od oligomerów, które mają jeszcze na tyle małą masę cząsteczkową, że dodanie do nich lub odjęcie jednego meru skutkuje zauważalną zmianą ich właściwości (na przykład temperatury topnienia).
Polimery naturalne są jednym z podstawowych budulców organizmów żywych. Polimery syntetyczne są podstawowym budulcem tworzyw sztucznych, a także wielu innych powszechnie wykorzystywanych produktów chemicznych takich jak: farby, lakiery, oleje przemysłowe, środki smarujące, kleje itp. Polimery syntetyczne otrzymuje się w wyniku łańcuchowych lub sekwencyjnych reakcji polimeryzacji ze związków posiadających minimum dwie grupy funkcyjne zwanych monomerami.

## Podział polimerów
Wyróżnia się następujące podziały polimerów:
- ze względu na ich pochodzenie
- ze względu na topologię cząsteczek, czyli ich ogólny kształt przestrzenny
- ze względu na jednorodność budowy
- ze względu na strukturę.

### Podział ze względu na pochodzenie
- polimery syntetyczne – polimery pochodzące w 100% z syntezy chemicznej zaczynającej się od prostych monomerów
- polimery naturalne (biopolimery) – polimery wytwarzane w 100% przez organizmy żywe, m.in. celuloza, białka, kwasy nukleinowe
- polimery modyfikowane – polimery naturalne sztucznie zmodyfikowane chemicznie, zwykle w celu zmiany ich własności użytkowych, m.in. octan celulozy, białko modyfikowane, skrobia modyfikowana

### Podział ze względu na topologię
Struktury topologiczne polimerów ukazują architekturę oraz sposoby łączenia się z sobą poszczególnych merów.
Topologiczne parametry strukturalne cząsteczek:
- skład chemiczny
- konstytucja makrocząsteczek (rodzaje par atomów, rodzaje wiązań)
- rozmieszczenie centrów konfiguracyjnych.

Topologia związana ściśle ze strukturą:
- polimery liniowe – w których łańcuchy główne są proste i nie mają żadnych rozgałęzień, np. wysokociśnieniowy polietylen lub teflon
- polimery rozgałęzione – w których łańcuchy główne są rozgałęzione. Wyróżnia się tutaj:
  - polimery bocznołańcuchowe – w których krótkie, boczne łańcuchy są regularnie lub nieregularnie rozmieszczone wzdłuż głównego łańcucha
  - polimery rozgałęzione wielokrotnie (ang. hyperbranched) – w których występuje wiele wielokrotnych rozgałęzień i nie da się wyróżnić głównego łańcucha
  - polimery gwiaździste (gwiazdowe) – w których z jednego centralnego punktu wybiega kilka do kilkunastu „ramion”, będących zwykłymi liniowymi łańcuchami
- polimery drabinkowe – w których występują dwa równoległe łańcuchy główne połączone okresowo krótkimi bocznymi łańcuchami. Wyróżnia się formę całkowitą oraz częściową (bok tworzący szkielet jest od miejscami poprzerywany).
- polimery usieciowane – tworzące przestrzenną ciągłą sieć, w których nie da się wyróżnić pojedynczych cząsteczek. Dzieli się je na wysokiej i niskiej gęstości usieciowania.
- polimery cykliczne – stosunkowo rzadko spotykane, w którym zamiast liniowych cząsteczek występują ogromne cząsteczki cykliczne
- polimery katenanowe (katenany) – przypominające połączone ogniwa łańcucha. Cykliczne fragmenty przenikają się, tworząc długi łańcuch polimerowy.
- polimery rotaksanowe (rotaksany) – o strukturze szaszłykowej. Na łańcuch polimerowy „nawleczone” są krótkie cykliczne cząsteczki.
- polimery dendrymeryczne (dendrymery) – z jednego łańcucha rozchodzą się następne, a z nich kolejne – powstaje struktura przypominająca drzewo.

Dodatkowo rozpatruje się topologię polimerów ze względu na ograniczenia w przestrzeni, czyli jednowymiarowe – płaskie, dwuwymiarowe – czyli szczepione z płaskiej powierzchni oraz trójwymiarowe – szczepione na sferze.

### Podział ze względu na jednorodność budowy chemicznej
Podział ten opiera się na tym, czy w łańcuchu polimeru występuje jeden mer, czy jest on zbudowany z bloków pochodzących od dwóch lub więcej monomerów. Polimery zbudowane z wielu bloków pochodzących od kilku monomerów nazywa się kopolimerami, zaś otrzymywane z jednego monomeru homopolimerami.
Kopolimery dzieli się z kolei na:
- kopolimery statystyczne – w których występują krótkie losowo przemieszane bloki pochodzące od poszczególnych merów
- kopolimery gradientowe – w których wstępują krótkie losowo przemieszane bloki, jednak na jednym z końców cząsteczki można znaleźć więcej bloków jednego rodzaju, a na drugim drugiego rodzaju
- kopolimery naprzemienne – w których ściśle naprzemiennie występują krótkie bloki pochodzące od poszczególnych merów
- kopolimery blokowe – w których występują długie bloki pochodzące z poszczególnych merów – zwykle tylko dwa lub trzy
- polimery szczepione – w których do głównego łańcucha są przyłączone bloki pochodzące od innego monomeru w formie bocznych odgałęzień.

### Podział ze względu na budowę
Polimery organiczne
- poliolefiny – zawierające tylko węgiel i wodór, w których występują długie łańcuchy węglowe −C−C−C−. Najbardziej znanymi przykładami są polietylen, polipropylen i polistyren.
- polimery winylowe – otrzymywane w wyniku rozerwania wiązań C=C występujących w monomerach, w wyniku czego powstają długie łańcuchy węglowe. Formalnie rzecz biorąc, większość poliolefin również należy do polimerów winylowych, ale zazwyczaj rozumie się pod tą nazwą poliakrylan, polimetakrylan, poli(chlorek winylu) i tym podobne, a więc zawierające oprócz węgla i wodoru także inne atomy.
- polietery – w których w głównych łańcuchach występują wiązania eterowe. Najbardziej znanym przedstawicielem jest poli(tlenek etylenu).
- poliamidy – w których występuje wiązanie amidowe (−NH−C(O)−)
- poliuretany – w których występuje wiązanie uretanowe (−NH−C(O)−O−)
- poliestry – w których w głównych łańcuchach występuje wiązanie estrowe (−C(O)−O−)
- poliwęglany – w których występuje wiązanie węglanowe (−O−C(O)−O−)
- polipeptydy, poli(węglowodany), kwasy nukleinowe – wszystkie są biopolimerami

Polimery nieorganiczne
Są to polimery, w których w głównych łańcuchach nie występują atomy węgla. Należą do nich polisiloksany, polifosfazeny, wielosiarczki i wiele innych.

### Podział ze względu na taktyczność
- polimery izotaktyczne – grupy boczne wyłącznie po jednej stronie łańcucha
- polimery syndiotaktyczne – grupy boczne naprzemiennie po obu stronach łańcucha
- polimery ataktyczne – losowe położenie grup bocznych

### Podział ze względu na strukturę
- polimery krystaliczne – są to polimery o regularnej, liniowej budowie łańcucha lub zawierające grupy o dużej polarności, rozmieszczone równomiernie wzdłuż makrocząsteczki. Powstają one na skutek ruchów termicznych oraz sił oddziaływań międzycząsteczkowych skłębionych łańcuchów.
- polimery amorficzne – są to polimery amorficzne zwane również bezpostaciowymi zgodnie z zasadą termodynamiki są w stanie cieczy przechłodzonej. Makrocząsteczki przyjmują postać kłębka, tworząc struktury nieuporządkowane skłębione, o słabych oddziaływaniach energetycznych.

## Zastosowania polimerów
Polimery stosuje się powszechnie w wielu dziedzinach życia i gałęziach przemysłu, zwłaszcza jako tworzywa sztuczne. Obszary zastosowań to na przykład:
- medycyna
- elektronika i elektrotechnika
- transport i komunikacja
- aparatura i części maszyn
- opakowania
- gospodarstwo domowe
- kosmetyka
- meblarstwo
- budownictwo (materiały termoizolacyjne i uszczelniające, płyty, okładziny, wykładziny, folie, rynny, stolarka, materiały malarskie i lakierowe, rury, kleje itd.).

## Przykłady polimerów
- polietylen (PE) – folie, jest odporny chemicznie, biały lub przezroczysty, tłusty w dotyku
- polipropylen (PP) – bardziej wytrzymały i odporny chemicznie, o wyższej temperaturze topnienia niż polietylen, ale trudniejszy w obróbce; łatwo się go barwi na żywe kolory; przykładowe zastosowania: wykładziny, rury, pojemniki, zabawki
- polistyren (PS) – tworzywo konstrukcyjne, kruche, ale wytrzymałe na zgniatanie
- poliakrylonitryl (PAN) – popularna „anilana” – podstawowy składnik tzw. sztucznego jedwabiu
- poli(tereftalan etylenu) – (PET) – tworzywo przezroczyste, z którego produkuje się większość plastikowych butelek, oraz jest też stosowane jak sztuczne włókno (patrz polartec)
- poli(tlenek etylenu) (PEO) – „sztuczna stal” – tworzywo konstrukcyjne o bardzo dużej wytrzymałości na rozciąganie i skręcanie
- poli(chlorek winylu) (PCW, PVC) – wykazuje dużą odporność na działanie stężonych kwasów i zasad, produkuje się z niego panele podłogowe, rurki i węże, często występuje jako składnik klejów i lakierów
- nylon – mocny i rozciągliwy, wykorzystywany do produkcji lin i sztucznych włókien
- kauczuk syntetyczny – cała grupa polimerów o własnościach elastycznych
- politetrafluoroetylen (PTFE) – charakteryzuje się dużym napięciem powierzchniowym oraz jest wyjątkowo odporny chemicznie, ma też dość wysoką odporność termiczną, ale jest bardzo kosztowny i trudny w obróbce
- poli(metakrylan metylu) (PMM) (szkło organiczne) – tworzywo o dużej przezroczystości, w zakresie światła widzialnego i UV
- polisiloksan – cała gama tworzyw, od kauczuków i żeli stosowanych w medycynie po tworzywa konstrukcyjne, farby i smary
- polilaktyd (PLA) – biodegradowalny, stosowany m.in. w medycynie, w drukarkach 3D oraz do wyrobu produktów jednorazowych